# German Open 1962
Die German Open 1962 im Badminton (auch Internationale Meisterschaften von Deutschland genannt) fanden vom 3. bis zum 4. März 1962 in Bonn statt. Es war die 8. Auflage des Turniers.

## Austragungsort
- Hans-Riegel-Halle

## Sieger und Platzierte
| Disziplin    | Gold                                   | Silber                                            | Bronze                                           |
| ------------ | -------------------------------------- | ------------------------------------------------- | ------------------------------------------------ |
| Herreneinzel | Erland Kops                            | Ferry Sonneville                                  | Knud Aage Nielsen                                |
| Herreneinzel | Erland Kops                            | Ferry Sonneville                                  | Klaus-Dieter Framke                              |
| Dameneinzel  | Judy Hashman                           | Tonny Holst-Christensen                           | Tan Gaik Bee                                     |
| Dameneinzel  | Judy Hashman                           | Tonny Holst-Christensen                           | Glenys Middelburg                                |
| Herrendoppel | Finn Kobberø Jørgen Hammergaard Hansen | Erland Kops Poul-Erik Nielsen                     | Randy Oey Lim Kok Kah                            |
| Herrendoppel | Finn Kobberø Jørgen Hammergaard Hansen | Erland Kops Poul-Erik Nielsen                     | Arne Rasmussen Knud Aage Nielsen                 |
| Damendoppel  | Judy Hashman Tonny Holst-Christensen   | Karin Jørgensen Ulla Rasmussen                    | Inge Birgit Anker Hansen Anni Hammergaard Hansen |
| Damendoppel  | Judy Hashman Tonny Holst-Christensen   | Karin Jørgensen Ulla Rasmussen                    | Inger Kjærgaard Hanne Andersen                   |
| Mixed        | Finn Kobberø Hanne Andersen            | Jørgen Hammergaard Hansen Anni Hammergaard Hansen | Bjørn Holst-Christensen Tonny Holst-Christensen  |
| Mixed        | Finn Kobberø Hanne Andersen            | Jørgen Hammergaard Hansen Anni Hammergaard Hansen | Poul-Erik Nielsen Inge Birgit Anker Hansen       |

## Finalergebnisse
| Disziplin    | Sieger                                 | Finalist                                          | Ergebnis           |
| ------------ | -------------------------------------- | ------------------------------------------------- | ------------------ |
| Herreneinzel | Erland Kops                            | Ferry Sonneville                                  | 15-10, 14-15, 15-3 |
| Dameneinzel  | Judy Hashman                           | Tonny Holst-Christensen                           | 11-2, 11-3         |
| Herrendoppel | Finn Kobberø Jørgen Hammergaard Hansen | Erland Kops Poul-Erik Nielsen                     | 15-7, 15-13        |
| Damendoppel  | Judy Hashman Tonny Holst-Christensen   | Karin Jørgensen Ulla Rasmussen                    | 15-12, 15-9        |
| Mixed        | Finn Kobberø Hanne Andersen            | Jørgen Hammergaard Hansen Anni Hammergaard Hansen | 15-4, 15-10        |